# Marco Bellodis
Marco Bellodis (Cortina d'Ampezzo, 23 febbraio 1955) è un bobbista italiano.

## Biografia
Atleta ampezzano attivo negli anni ottanta. Per sei anni fece parte della nazionale italiana di bob ottenendo ottimi risultati. Nel 1984 partecipa alle Olimpiadi di Sarajevo, dove otterrà il settimo posto nel bob a quattro e il nono nel bob a due. Il suo miglior risultato è stato un secondo posto alla coppa del mondo disputata a Cervinia nel 1983.